# Route nationale 499
Pour les articles homonymes, voir Route 499.
La route nationale 499, ou RN 499, est une ancienne route nationale française ayant connu deux itinéraires différents.

## Historique
À sa création en 1933, la route nationale 499 est définie « d'Issoire à la Chaise-Dieu ». Elle commençait en fait à Parentignat, la section d'Issoire à Parentignat étant assurée par la route nationale 496. Elle a été déclassée en RD 999 dans le Puy-de-Dôme et RD 499 dans la Haute-Loire.
Le nom de RN 499 est attribué dans les années 2000 à la « voie primaire ouest de Marne-la-Vallée », précédemment numérotée N 999, qui relie l'A199 à la RN 104 et à l’A 4 (échangeur de Lognes) sur les communes de Noisiel et Lognes, en Seine-et-Marne. Elle a été déclassée en RD 499 en 2006.

## Tracés

### Premier tracé: de Parentignat à La Chaise-Dieu
- Parentignat (km 0)
- Saint-Rémy, commune de Saint-Rémy-de-Chargnat
- Sarpoil, commune de Saint-Jean-en-Val
- La Chassagne, commune de Bansat
- Vernet-la-Varenne (km 16)
- Saint-Germain-l'Herm (km 26)
- Doranges
- Saint-Alyre-d'Arlanc (km 41)
- La Chaise-Dieu D 499 (km 52)

### Deuxième tracé: de l'A199 à la RN 104
- Échangeur entre RD 199 et RD 499
- D10P : Lognes, Noisiel, Val-Maubuée Nord (seulement dans le sens A4/RN104 vers RD199)
- Échangeur entre A4, RN 104 et RD 499 (échangeur de Lognes)

## Antenne
Une antenne de la RN 499 historique a existé : la RN 499A, « annexe de Saint-Germain-Lherm à Arlanc ». Cette route commençait à la sortie sud-est de Saint-Germain-l'Herm et rejoignait la RN 106 à Arlanc.